# Bilplast
Bilplast S.A. – polska firma z siedzibą w Łodzi, zajmująca się przetwórstwem tworzyw sztucznych.

## Profil działalności
Firma zajmuje się przetwórstwem tworzyw sztucznych metodą wtrysku, a jej produkty trafiają, w ramach współpracy B2B, do odbiorców z branży AGD, motoryzacyjnej czy budowniczej. Firma w 2018 posiadała 31 maszyn wtryskowych o sile zwarcia od 30 do 1300T.
Poza przetwórstwem metodą wtrysku, Bilplast S.A. wykonuje również procesy towarzyszące, takie jak np. zgrzewanie czy montaż.

## Historia
Firma powstała w 1977 jako Zakład Przetwórstwa Tworzyw Sztucznych Andrzej Lisowski, a jej pierwsza siedziba mieściła się przy ul. Ogrodowej 18 w Aleksandrowie Łódzkim. W 1981 zakład został przekształcony w spółkę cywilną pod nazwą: Zakład Przetwórstwa Tworzyw Sztucznych A. Lisowski i Z. Bednarek. W 1992 zmieniono nazwę na Przedsiębiorstwo Przetwórstwa Tworzyw Sztucznych „Bilplast” s.c. i przeniesiono siedzibę na ul. Złotno 222, a w następnym roku na ul. Obywatelską 117. W 2000 przekształcono firmę w  „Bilplast” Sp. z o.o., a w 2011 połączyła się ona z Biltrading Sp. z o.o., które razem utworzyły Bilplast S.A.